# 山下壱平
山下 壱平（やました いっぺい、1991年1月1日 - ）は、日本の実業家、ドローン評論家。

## 経歴
福岡県太宰府市出身。民間資格無人航空従事者試験を実施するドローン検定協会株式会社代表取締役社長。また、無人航空機に関する講演活動を行っている。
官民で構成する「小型無人機に係る環境整備に向けた官民協議会」の「小型無人機の更なる安全確保のための制度設計に関する分科会」の構成員である一般財団法人JAREXの技術研究員として、同分科会に参加。
日本と米国における飛行機の操縦資格（パイロットライセンス）を持つ。米国での航空留学中にFAAのリモートパイロットライセンスも取得している。

### 略歴
- 1991年 - 福岡県で生まれる[1]。
- 2011年 - 国立久留米工業高等専門学校 制御情報工学科卒[2]。
- 2013年 - 株式会社アズハート取締役就任[2]。
- 2014年 - 株式会社デジテック代表取締役就任[2]。
- 2015年 - ドローン検定協会株式会社代表取締役就任[2]。
- 2015年 - 『ドローンの教科書』を執筆。
- 2016年 - 株式会社ファーラウト取締役就任[2]。

## 活動

### 著書
- 「ドローンの教科書 標準テキスト」(2015年)
- 「ドローンの教科書 上級テキスト」(2018年)

### ラジオ出演
- 佐賀ＦＵＮ倶楽部・よかかんた〜　(2017年6月27日 えびすFM)[5]

### テレビ出演
- 土曜NEWSファイル CUBE (2015年7月25日 テレビ西日本)[6]
- この人に会いたい (2015年7月25日 NHK)[7]

### 講演
- 佐賀県警鳥栖警察署開催ドローン講習会[8]
- 東北ドローンフェスタ[2]
- 九州放送機器展（QBEE）2016[9]